# Windhouse

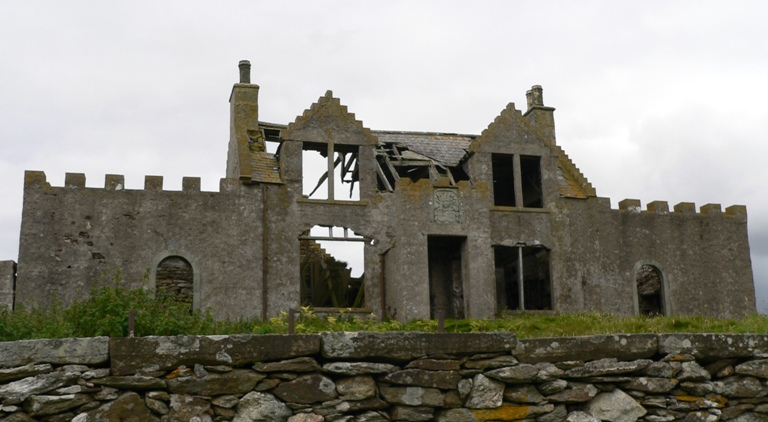
Windhouse op Yell

Windhouse is een ruïne van een landhuis uit de achttiende eeuw gelegen langs de A968 nabij Mid Yell op het Shetlandse eiland Yell. Het huis zou een van de spookhuizen met de meeste geestverschijningen in Schotland zijn. Het huis is door Historic Scotland geclassificeerd als een Categorie C-monument.

## Geschiedenis
Windhouse werd gebouwd in 1707, vermoedelijk door de familie Neven of Scousburgh and Windhouse, die sinds de zestiende eeuw op Yell woonde. Het was een verschuiving van een eerder landhuis uit de zestiende eeuw naar een plek lager op de heuvel genaamd Hill of Windhouse boven Whale Firth, die bekendstond als prehistorische begraafplaats. In de jaren tachtig van de negentiende eeuw werd het huis gerenoveerd, uitgebreid met vleugels en voorzien van getrapte frontalen. Sinds de jaren twintig van de twintigste eeuw wordt het landhuis niet meer bewoond. Het landhuis verkeerd in een staat van verval. Het poorthuis is ingericht als camping böd.
Andrew Taylor en Caron Reeves uit Cheshire kochten het huis in 2003 en wilden het renoveren. Dit gebeurde echter niet en in 2015 werd het huis te koop aangeboden. In 2017 werden, nadat een Windhouse een nieuwe eigenaar had gekregen, tijdens archeologisch onderzoek twee skeletten uit de 13e of 14e eeuw gevonden wat wijst op een begraafplaats op de locatie van het huis. Naast het huis ligt ook een broch en een langhuis met een neolithische grafkamer eronder.

## Verhalen

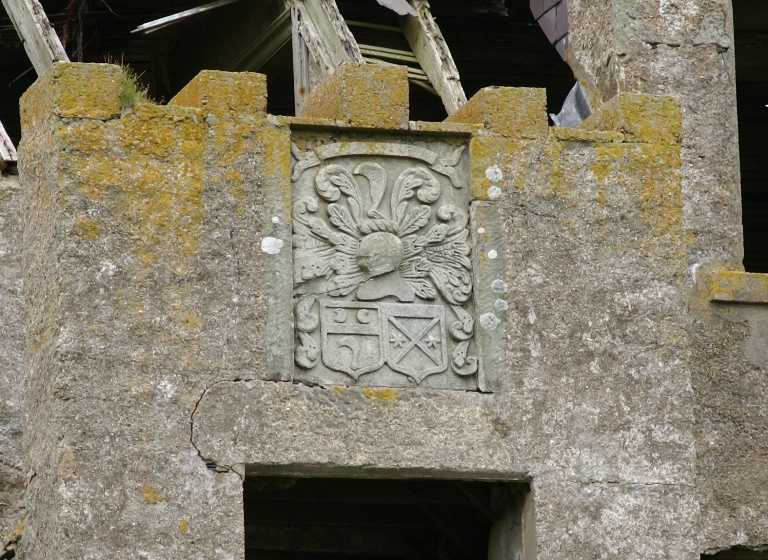
Familiewapen op de voorzijde van het huis

### Lady in Silk
De geestverschijning van de Lady in Silk is een dame gekleed in zijde waarvan men aanneemt dat het de vrouw des huizes was die van de trap is gevallen en daarbij haar nek brak. Er wordt beweerd dat zij bovenaan een verdwenen trap verschijnt. Er is een onbevestigd gerucht dat er een skelet van een vrouw onder de trap is gevonden tijdens een renovatie in 1880.

### De man met de hoge hoed
De geestverschijning van een grote man met een hoge hoed en lange zwarte jas zou verbonden kunnen zijn met een daadwerkelijk gevonden skelet van een onbekende, lange man tijdens de renovatie in 1887. Het skelet werd gevonden achter het huis zonder dat er spoor was van een kist. Dit zou erop kunnen wijzen dat de man vermoord werd.

### Trow of Windhouse
Er bestaat in de lokale folklore het verhaal van The Trow of Windhouse. Een trow is een lokale fee en in dit verhaal heeft de fee de gedaante van een berg gelatine-achtige blubber. Het verhaal vertelt hoe een schipbreukeling op kerstavond op weg is naar Windhouse en daar aankomt als de eigenaren net vertrekken omdat het die avond gevaarlijk zou zijn in het huis. De zeeman blijft echter wel in het huis slapen, dat wordt aangevallen door de trow. De zeeman weet de trow met zijn bijl te doden en de grote hoeveelheid blubber die overblijft is nu nog steeds een groene heuvel.

### Overig
Er is een gerucht dat er een lijk van een baby in de keukenmuur zou zijn gevonden tijdens een renovatie. Verder doet er nog een verhaal de ronde van een geestverschijning van een hond, die verdween toen men hem wilde aaien.

## Beheer
Windhouse is privé-eigendom en enkel het exterieur kan bekeken worden.